# Mellan Ristjärnet
Mellan Ristjärnet är en sjö i Arvika kommun i Värmland och ingår i Göta älvs huvudavrinningsområde. Sjön har en area på 0,0475 kvadratkilometer och ligger 171,2 meter över havet.

## Delavrinningsområde
Mellan Ristjärnet ingår i det delavrinningsområde (663374-132953) som SMHI kallar för Utloppet av Stora Salungen. Medelhöjden är 236 meter över havet och ytan är 36,27 kvadratkilometer. Det finns ett avrinningsområde uppströms, och räknas det in blir den ackumulerade arean 56,86 kvadratkilometer. Slorudsälven (Oltjärnsbäcken) som avvattnar avrinningsområdet har biflödesordning 4, vilket innebär att vattnet flödar genom totalt 4 vattendrag innan det når havet efter 323 kilometer. Avrinningsområdet består mestadels av skog (84 procent). Avrinningsområdet har 2,57 kvadratkilometer vattenytor vilket ger det en sjöprocent på 7,1 procent.